# Дризо, Владимир Исаакович
Владимир Исаакович Дризо   (около 1886—1931) — эсер, член Всероссийского учредительного собрания.

## Биография
Родился в семье врача Исаака Яковлевича (Айзика Якубовича) Дризо (1859—1920). В 1884 году Исаак Дризо — студент 4-го курса медицинского факультета Императорского университета Святого Владимира в Киеве. 8 сентября 1884 года участвовал в студенческих беспорядках в связи с университетским юбилеем. Решением особой комиссии уволен из университета сроком на один год с правом немедленного поступления в другое учебное заведения вне Киева. В 1886 году получил университетский диплом со званием лекаря. В 1890, 1896—1901 годах — вольнопрактикующий врач в местечка Грицев Заславского уезда Волынской губернии. В 1903 году — врач в селе Великая Загоровка Борзенского уезда Черниговской губернии. В 1908 году — участковый врач села Хрожек Заславльского уезда Волынской губернии. В 1910 и 1911 годах — земский врач села Мариинское Одесского уезда Херсонской губернии. В 1912 году — общинный врач местечка Ново-Константиново Литинского уезда Подольской губернии. В 1913—1916 годах — вольнопрактикующий врач в Одессе. 
Владимир учился в Киевском политехническом институте, но в 1906 году был исключён по политическим причинам. Под полицейским надзором с 1906 года, член партии эсеров. 
В 1917 году делегат III съезда партии социалистов-революционеров. Член Северо-Западного областного комитета партии эсеров. 
Избран во Всероссийское учредительное собрание в Минском избирательном округе по списку № 12 (эсеры и Совет крестьянских депутатов). Участвовал в единственном заседания Учредительного собрания 5 января 1918 года. 
Детали последующей судьбы неизвестны.
Умер в 1931 году.

### Дополнительные источники
- ГА РФ. Ф. 102 — Департамент полиции Министерства внутренних дел, 7 д/п, 1906, д. 2,ч. 10;
- Партия социалистов-революционеров. Документы и материалы. Т. 3. Ч. 1. Февраль-октябрь 1917 г. М., 2000; Т. 3. Ч. 2. Октябрь 1917 г. — 1925 г. М., 2000., ч.2